# Pico da Areia
O Pico da Areia é uma elevação portuguesa localizada na Ribeira Quente, concelho da Povoação, ilha de São Miguel, arquipélago dos Açores.
Este acidente geológico tem o seu ponto mais elevado a 471 metros de altitude acima do nível do mar. Nas imediações desta formação encontra-se a Lagoa das Furnas e o Pico do Gaspar.
Esta formação é atravessada por um caminho pedestre que faz parte da lista dos caminhos pedestres da Povoação.